# Acentrella barbarae
Acentrella barbarae är en dagsländeart som beskrevs av Luke M.Jacobus och Mccafferty 2006. Acentrella barbarae ingår i släktet Acentrella och familjen ådagsländor. Inga underarter finns listade i Catalogue of Life.